# Anna Nagata
Anna Nagata,  (永田杏奈?, Nagata An'na) (Tokyo, 29 marzo 1982), è un'attrice giapponese, nota soprattutto per avere interpretato il personaggio di Hirono Shimizu nel film Battle Royale.

## Biografia
Nagata si occupa principalmente di attività cinematografiche, dividendosi tra il grande schermo e la televisione; iniziò a recitare nei telefilm all'età di 15 anni.
Nel 2000 il regista Kinji Fukasaku la scrittura per il ruolo di Hirono Shimizu in Battle Royale.
Raggiunse popolarità in Occidente con il ruolo di Takashi Miike in  The call: non rispondere (2003), accanto alla già più celebre Kou Shibasaki. Divenne in seguito nota nel Sol Levante per il suo ruolo di Yuzuki Misaki in Kamen Rider Kabuto (2006), e per quello di Anna nel telefilm Masters of Thunder (2006).

## Filmografia parziale
- Battle Royale (2000) Hirono Shimizu
- The Call - Non rispondere (2003) Yoko Okazaki
- Linda Linda Linda (1999)
- Legend of Seven Monks (2006)
- Kamen Rider Kabuto (2006)
- Master of Thunder (2006)
- Tantei gakuen Q (2007)
- God Speed Love (2007)
- God Speed Love 2 (2007)